# 加尔克内什气田
加尔克内什气田，旧称南约洛坦气田或约洛坦气田，是世界第二大气田，位於土庫曼斯坦馬雷州約廖堅區，地處卡拉库姆大沙漠的阿姆河盆地，距離州府馬雷75公里，鄰近阿富汗邊境，中石油在當地亦設有天然气处理厂（中土天然气管道C线）。

## 歷史
氣田於2006年發現，並於同年11月2日發布有關消息。之後，時任土庫曼斯坦總統的薩帕爾穆拉特·尼亞佐夫邀請中國的中石化及土耳其采力克集团旗下的采力克能源參與探索及開發氣田。2008年，氣田經英國的GaffneyCline作獨立評估，約洛坦氣田是Dauletabad氣田的四到五倍大，是當時全世界第四或第五大的氣田；而其後於2011年10月再作評估，確定約洛坦氣田天然氣儲量為749萬億立方英尺，是Dauletobad氣田的初評天然氣儲量的12倍。
2009年12月，氣田的開發合約批與中國的中石化、韓國的LG集團及現代重工和阿聯酋的Petrofac Emirates，當中由中石化及Petrofac Emirates負責天然氣的生產，而LG及現代重工負責在2012年第3季前建成天然氣的處理廠房。
2011年11月18日，该油田被更名为“加尔克内什气田”。

## 開發
氣田現時由土庫曼斯坦的國營企業土庫曼天然氣公司負責開發。